# Jiří Panoš
Jiří Maxim Panoš (* 15. listopadu 2007) je český profesionální fotbalista, který hraje na pozici ofensivního záložníka za český klub FC Viktoria Plzeň a za český národní tým do 17 let.

## Klubová kariéra
Panoš v roce 2019 přešel do akademie plzeňské Viktorie.
V předsezónní přípravě v létě 2024 odcestoval Panoš poprvé s prvním týmem plzeňského celku. Během ní na sebe výrazně upozornil a v duelu s Kodaní si dokonce připsal svůj premiérový gól v prvním týmu. 19. července podepsal Panoš s Viktorií novou víceletou smlouvu. O den později si Panoš odbyl svůj soutěžní debut v plzeňském A-týmu, když nastoupil do závěru utkání prvního ligového kola proti pražské Dukle. 8. srpna 2024 debutoval Panoš v evropských pohárech, a to v utkání třetího předkola Evropské ligy proti ukrajinskému Kryvbasu. Panoš se objevil v základní sestavě trenéra Miroslava Koubka a v 48. minutě svým prvním gólem v dresu Viktorie srovnal na 1:1, stal se tak nejmladším českým střelcem v historii evropských pohárů.

## Reprezentační kariéra
Panoš od roku 2015 reprezentuje Česko na mládežnických úrovních. V létě 2024 si zahrál na Mistrovství Evropy hráčů do 17 let 2024, kde Češi skončili po povedené základní skupině ve čtvrtfinále, ve kterém podlehli Dánsku po penaltovém rozstřelu.